# Église de la Primauté de Pierre
L'église de la Primauté de Pierre est une église catholique sise à Tabgha, sur le versant nord-ouest du lac de Tibériade, à 3 km au sud des ruines de Capharnaüm, en Terre sainte. Construite en 1933 à l’endroit où selon la tradition le Christ confia à l’apôtre Pierre la garde de son Église, elle remplace une chapelle du IVe ou Ve siècle dont il reste des traces. Les franciscains de la Custodie de Terre sainte y assurent les services religieux et pastoraux.

## Événement commémoré
L’événement évangélique commémoré est la rencontre du Christ ressuscité avec Pierre et d’autres, raconté au chapitre 21 de l’Évangile de saint Jean. Après la pêche miraculeuse de 153 poissons Jésus s’adresse à Pierre pour lui demander trois fois : « Simon, fils de Jean, m’aimes-tu ? » À la troisième réponse affirmative de Pierre, Jésus lui dit : « Pais mes brebis ».

## Histoire
L’endroit est une ancienne carrière de pierres. Lorsque le christianisme fut toléré dans l’Empire romain (par l’édit de Constantin en 313) un édifice commémoratif est élevé à l’endroit présumé de l’apparition de Jésus à Pierre. Un document du IVe siècle parle d’une église construite par sainte Hélène. Un pèlerin du début du IXe siècle signale sa présence. Elle semble être connue alors comme “place du charbon ardent“, sans doute par allusion à Jn 21:9. 
Les recherches archéologiques ont mis au jour les fondations d’une petite chapelle à nef unique, ayant 12 mètres de long et 7 mètres de large. La partie centrale était le rocher qui, aujourd’hui encore est connu comme la « Mensa Christi », c'est-à-dire la table qui aurait servi au repas préparé par le Christ pour ses apôtres (Jn 21:9-13). Elle sert longtemps de table liturgique
Au début du XIIe siècle un autre pèlerin, Saewulf, rapporte : « Au pied de la montagne se trouve l’église de Saint Pierre, belle mais abandonnée ». Elle est détruite après la défaite et le départ des croisés en 1167. Reconstruite en 1260 elle est rasée en 1263. 

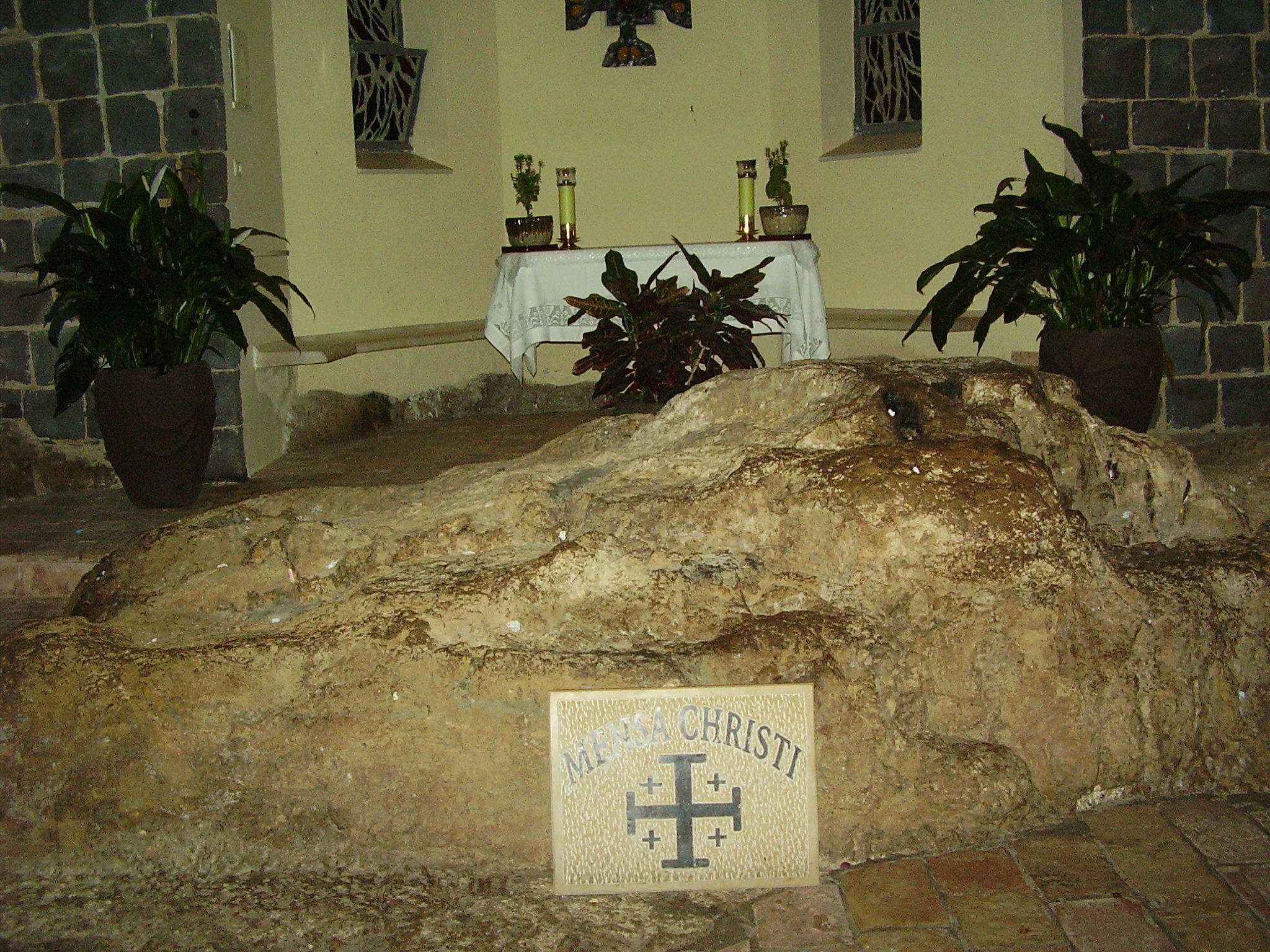
La Mensa Christi au centre de l'église

Le lieu est laissé à l’abandon durant de nombreux siècles. Les franciscains de la Custodie de Terre sainte construisent une nouvelle église, l’église actuelle, mais sur un espace plus grand, ne coïncidant pas exactement à celui de l’ancien édifice. 
Le vaste rocher de granit à l’intérieur de l’église reste son attraction principale. En 1964, durant son pèlerinage en Terre sainte, Paul VI, premier successeur de Pierre à retourner sur ces lieux, s’y prosterna pour un long moment de prière.
Le 22 avril 2012, l'ancien secrétaire particulier du pape Jean-Paul II se rendit en pèlerinage ici, dans cette église. Il offrit aux moines franciscains une relique du bienheureux Jean-Paul II, qui est un fragment d'un des vêtements de ce dernier. Elle est aujourd'hui vénérée par les pèlerins qui viennent au Sanctuaire de la Primauté de Saint Pierre. S'y trouve également un prieuré dominicain dépendant du couvent de la Dormition de Jérusalem.